# Милино Село (Лопаре)
Милино Село је насељено мјесто у општини Лопаре, Република Српска, БиХ. Према попису становништва из 1991. у насељу је живјело 614 становника.

## Становништво
| Демографија | Демографија | Демографија |
| Година      | Становника  | Становника  |
| ----------- | ----------- | ----------- |
| 1961.       | 703         |             |
| 1971.       | 780         |             |
| 1981.       | 695         |             |
| 1991.       | 614         |             |